# Scymnus uncinatus
Scymnus uncinatus är en skalbaggsart som beskrevs av Sicard 1924. Scymnus uncinatus ingår i släktet Scymnus och familjen nyckelpigor. Inga underarter finns listade i Catalogue of Life.